# Lijst van afleveringen van The Dukes of Hazzard
Dit is een lijst met afleveringen van de Amerikaanse televisieserie The Dukes of Hazzard. De serie telt 7 seizoenen. Een overzicht van alle afleveringen is hieronder te vinden.

## Seizoen 1
| Nr. | Titel aflevering    | Uitzenddatum VS  |
| --- | ------------------- | ---------------- |
| 1   | One Armed Bandits   | 26 januari 1979  |
| 2   | Daisy's Song        | 2 februari 1979  |
| 3   | Mary Kaye's Baby    | 9 februari 1979  |
| 4   | Repo Men            | 16 februari 1979 |
| 5   | High Octane         | 23 februari 1979 |
| 6   | Swamp Molly         | 9 maart 1979     |
| 7   | Luke's Love Story   | 16 maart 1979    |
| 8   | The Big Heist       | 30 maart 1979    |
| 9   | Limo One Is Missing | 6 april 1979     |
| 10  | Deputy Dukes        | 13 april 1979    |
| 11  | Route 7-11          | 20 april 1979    |
| 12  | Money to Burn       | 4 mei 1979       |
| 13  | Double Sting        | 11 mei 1979      |

## Seizoen 2
| Nr. | Titel aflevering               | Uitzenddatum VS   |
| --- | ------------------------------ | ----------------- |
| 1   | Days of Shine and Roses        | 21 september 1979 |
| 2   | Gold Fever                     | 28 september 1979 |
| 3   | The Rustlers                   | 5 oktober 1979    |
| 4   | The Meeting                    | 12 oktober 1979   |
| 5   | Road Pirates                   | 19 oktober 1979   |
| 6   | The Ghost of General Lee       | 26 oktober 1979   |
| 7   | The Dukes Meet Cale Yarborough | 2 november 1979   |
| 8   | The Hazzard Connection         | 9 november 1979   |
| 9   | Witness for the Persecution    | 16 november 1979  |
| 10  | Granny Annie                   | 23 november 1979  |
| 11  | People's Choice                | 30 november 1979  |
| 12  | Arrest Jesse Duke              | 14 december 1979  |
| 13  | The Duke of Duke               | 21 december 1979  |
| 14  | Follow That Still              | 18 januari 1980   |
| 15  | The Runaway                    | 11 januari 1980   |
| 16  | Treasure of Hazzard County     | 25 januari 1980   |
| 17  | Officer Daisy Duke             | 1 februari 1980   |
| 18  | Find Loretta Lynn              | 8 februari 1980   |
| 19  | Jude Emery                     | 15 februari 1980  |
| 20  | Return of the Ridge Raiders    | 22 februari 1980  |
| 21  | Mason Dixon's Girls            | 29 februari 1980  |
| 22  | R.I.P. Henry Flatt             | 14 maart 1980     |
| 23  | Southern Comfurts              | 21 maart 1980     |

## Seizoen 3
| Nr. | Titel aflevering              | Uitzenddatum VS   |
| --- | ----------------------------- | ----------------- |
| 1   | Carnival of Thrills           | 16 september 1980 |
| 2   | Enos Strate to the Top        | 5 november 1980   |
| 3   | The Hazzardville Horror       | 7 november 1980   |
| 4   | And in This Corner, Luke Duke | 14 november 1980  |
| 5   | The Late J.D. Hogg            | 21 november 1980  |
| 6   | Uncle Boss                    | 28 november 1980  |
| 7   | Baa, Baa White Sheep          | 5 december 1980   |
| 8   | Mrs. Roscoe P. Coltrane       | 2 september 1980  |
| 9   | The Great Santa Claus Chase   | 19 december 1980  |
| 10  | Good Neighbors, Duke          | 2 januari 1981    |
| 11  | State of the County           | 9 januari 1981    |
| 12  | The Legacy                    | 16 januari 1981   |
| 13  | Duke vs. Duke                 | 23 januari 1981   |
| 14  | My Son, Bo Hogg               | 30 januari 1981   |
| 15  | To Catch a Duke               | 6 februari 1981   |
| 16  | Along Came a Duke             | 13 februari 1981  |
| 17  | By-Line, Daisy Duke           | 20 februari 1981  |
| 18  | The Return of Hughie Hogg     | 6 maart 1981      |
| 19  | Bye, Bye, Boss                | 13 maart 1981     |
| 20  | The Great Hazzard Hijack      | 27 maart 1981     |
| 21  | The Hack of Hazzard           | 3 april 1981      |
| 22  | The Canterbury Crock          | 10 april 1981     |

## Seizoen 4
| Nr. | Titel aflevering                   | Uitzenddatum VS  |
| --- | ---------------------------------- | ---------------- |
| 1   | Mrs. Daisy Hogg                    | 9 oktober 1981   |
| 2   | Double Dukes                       | 16 oktober 1981  |
| 3   | Diamonds in the Rough              | 23 oktober 1981  |
| 4   | Coltrane vs. Duke                  | 30 oktober 1981  |
| 5   | The Fugitive                       | 3 november 1981  |
| 6   | The Great Bank Robbery             | 6 november 1981  |
| 7   | Sadie Hogg Day                     | 13 november 1981 |
| 8   | 10 Million Dollar Sheriff Part 1   | 20 november 1981 |
| 9   | 10 Million Dollar Sheriff: Part 2  | 20 november 1981 |
| 10  | Trouble at Cooter's                | 27 november 1981 |
| 11  | Goodbye General Lee                | 4 december 1981  |
| 12  | Cletus Falls in Love               | 11 december 1981 |
| 13  | Hughie Hogg Strikes Again          | 18 december 1981 |
| 14  | Dukescam Scam                      | 1 januari 1982   |
| 15  | The Sound of Music - Hazzard Style | 8 januari 1982   |
| 16  | Shine on Hazzard Moon              | 15 januari 1982  |
| 17  | Pin the Tail on the Dukes          | 22 januari 1982  |
| 18  | Miz Tisdale on the Lam             | 29 januari 1982  |
| 19  | Nothin' But the Truth              | 5 februari 1982  |
| 20  | Dear Diary                         | 12 februari 1982 |
| 21  | New Deputy in Town                 | 19 februari 1982 |
| 22  | Birds Gotta Fly                    | 26 februari 1982 |
| 23  | Bad Day in Hazzard                 | 5 maart 1982     |
| 24  | Miss Tri-Counties                  | 12 maart 1982    |
| 25  | Share and Share Alike              | 19 maart 1982    |
| 26  | The Law and Jesse Duke             | 26 maart 1982    |
| 27  | Dukes in Danger                    | 2 april 1982     |

## Seizoen 5
| Nr. | Titel aflevering                     | Uitzenddatum VS   |
| --- | ------------------------------------ | ----------------- |
| 1   | The New Dukes                        | 24 september 1982 |
| 2   | Dukes Strike It Rich                 | 1 oktober 1982    |
| 3   | Lawman of the Year                   | 8 oktober 1982    |
| 4   | Coy meets Girl                       | 15 oktober 1982   |
| 5   | The Hazzardgate Tape                 | 22 oktober 1982   |
| 6   | Big Daddy                            | 29 oktober 1982   |
| 7   | Vance's Lady                         | 5 november 1982   |
| 8   | Hazzard Hustle                       | 12 november 1982  |
| 9   | Enos in Trouble                      | 19 november 1982  |
| 10  | The Great Insurance Fraud            | 26 november 1982  |
| 11  | A Little Game of Pool                | 3 december 1982   |
| 12  | The Treasure of Soggy Marsh          | 10 december 1982  |
| 13  | The Revenge of Hughie Hogg           | 17 december 1982  |
| 14  | The Return of the Mean Green Machine | 7 januari 1983    |
| 15  | Ding, Dong, the Boss Is Dead         | 21 januari 1983   |
| 16  | Coy vs. Vance                        | 4 februari 1983   |
| 17  | Comrade Duke                         | 11 februari 1983  |
| 18  | Witness: Jesse Duke                  | 18 februari 1983  |
| 19  | Welcome Back, Bo 'n' Luke            | 25 februari 1983  |
| 20  | Big Brothers, Duke                   | 4 maart 1983      |
| 21  | Farewell, Hazzard                    | 11 maart 1983     |
| 22  | Daisy's Shotgun Wedding              | 25 maart 1983     |

## Seizoen 6
| Nr. | Titel aflevering             | Uitzenddatum VS   |
| --- | ---------------------------- | ----------------- |
| 1   | Lulu's Gone Away             | 23 september 1983 |
| 2   | A Baby for the Dukes         | 30 september 1983 |
| 3   | Too Many Roscos              | 7 oktober 1983    |
| 4   | Brotherly Love               | 14 oktober 1983   |
| 5   | The Boar's Nest Bears        | 21 oktober 1983   |
| 6   | Boss Behind Bars             | 28 oktober 1983   |
| 7   | A Boy's Best Friend          | 11 november 1983  |
| 8   | Targets: Daisy and Lulu      | 18 november 1983  |
| 9   | Twin Trouble                 | 25 november 1983  |
| 10  | Enos's Last Chance           | 2 december 1983   |
| 11  | High Flyin' Dukes            | 9 december 1983   |
| 12  | Cooter's Girl                | 30 december 1983  |
| 13  | Heiress Daisy Duke           | 6 januari 1984    |
| 14  | Dead and Alive               | 20 januari 1984   |
| 15  | Play It Again, Luke          | 27 januari 1984   |
| 16  | Undercover Dukes: Part 1     | 3 februari 1984   |
| 17  | Undercover Dukes: Part 2     | 10 februari 1984  |
| 18  | How to Succeed in Hazzard    | 17 februari 1984  |
| 19  | Close Call for Daisy         | 24 februari 1984  |
| 20  | The Ransom of Hazzard County | 2 maart 1984      |
| 21  | Cooter's Confession          | 22 maart 1984     |
| 22  | The Fortune Tellers          | 23 maart 1984     |

## Seizoen 7
| Nr. | Titel aflevering                 | Uitzenddatum VS   |
| --- | -------------------------------- | ----------------- |
| 1   | Happy Birthday, General Lee      | 21 september 1984 |
| 2   | Welcome, Waylon Jennings         | 28 september 1984 |
| 3   | Dr. Jekyll and Mr. Duke          | 5 oktober 1984    |
| 4   | Robot P. Coltrane                | 12 oktober 1984   |
| 5   | No More Mr. Nice Guy             | 19 oktober 1984   |
| 6   | The Dukes in Hollywood           | 2 november 1984   |
| 7   | Cool Hands, Luke & Bo            | 9 november 1984   |
| 8   | Go West, Young Dukes             | 16 november 1984  |
| 9   | Cale Yarborough comes to Hazzard | 23 november 1984  |
| 10  | Danger on the Hazzard Express    | 30 november 1984  |
| 11  | Sittin' Dukes                    | 14 december 1984  |
| 12  | Sky Bandits over Hazzard         | 22 december 1984  |
| 13  | The Haunting of J.D. Hogg        | 4 januari 1985    |
| 14  | When You Wish Upon a Hogg        | 11 januari 1985   |
| 15  | Strange Visitor to Hazzard       | 25 januari 1985   |
| 16  | Enos and Daisy's Wedding         | 1 februari 1985   |
| 17  | Opening Night at the Boar's Nest | 8 februari 1985   |